# Сульфоантимонати
Сульфоантимоніати (рос. сульфоантимониаты, англ. sulphoantimoniates, нім. Antimoniatspiessglanze m pl, Sulphantimonate n pl) — мінерали класу сульфосолей — сполуки металів з радикалом [SbS4]3- (наприклад, стибіолюцоніт — Cu3[SbS4]).